# 南多·拉斐尔
南多·拉斐尔（Nando Rafael，1984年1月10日—），是一名安哥拉足球运动员，司职前锋，他同时拥有德国国籍。现在效力于中国足球超级联赛球队河南建业。

## 个人
拉斐尔出生在安哥拉。8岁时，父母均在安哥拉内战丧生的拉斐尔逃到荷兰，并在荷兰开始接受足球训练。

## 俱乐部生涯
2013年6月27日，中国足球超级联赛球队河南建业正式宣布和拉斐尔签约。